# Championnat du monde féminin de cyclisme sur route
Le Championnat du monde de cyclisme sur route féminin est une course en ligne annuelle organisée sous l'égide de l'Union cycliste internationale, le pays hôte changeant tous les ans.
Le premier championnat du monde est disputé en 1958 à Reims. Lorsque le cyclisme féminin fait son entrée aux Jeux olympiques en 1984, puis en 1988 et 1992, l'épreuve n'est exceptionnellement pas courue dans le cadre des championnats du monde.
Le championnat se déroule sur circuit, et a la particularité de voir les coureuses sélectionnées représenter leur pays et courir sous le maillot de l'équipe nationale, contrairement au reste de l'année. La championne du monde porte le maillot arc-en-ciel pendant toute une année, de l'obtention du titre jusqu'à sa remise en jeu.

## Histoire
Le premier championnat du monde féminin de cyclisme a lieu en 1958 à Reims en France. La première championne du monde est la Luxembourgoise Elsy Jacobs. La course a habituellement lieu la veille du championnat du monde masculin.  L'épreuve peut se dérouler sur un circuit sans grand relief favorisant une arrivée au sprint ou sur un parcours vallonné qui avantage les «puncheuses», mais peut également convenir aux sprinteuses ou aux grimpeuses. La distance relativement courte autrefois a été doublée au fil du temps avec la professionnalisation du cyclisme féminin et peut aujourd'hui dépasser les 150 kilomètres, sur un circuit qui est le même que pour les hommes.
Le record de victoires est détenu par la française Jeannie Longo avec cinq titres de championne du monde dont quatre consécutivement.
Ute Enzenauer titrée en 1981 à l'âge de 16 ans 12 mois et 29 jours, est à ce jour la plus jeune championne du monde. Sept femmes ont décroché le titre en étant plus jeunes que Karel Kaers, le champion du monde le plus jeune à ce jour (20 ans 2 mois et 15 jours). Annemiek van Vleuten est la championne du monde la plus âgée, 36 ans 11 mois et 20 jours au moment de sa victoire en 2019, dépassant de peu Jeannie Longo, victorieuse en 1995 à l'âge de 36 ans 11 mois et 7 jours. Annemiek van Vleuten bat même son record lors de son second titre en 2022, âgée de 39 ans 11 mois et 16 jours.
La Néerlandaise Marianne Vos s'empare en 2021 du record de podiums, avec son 9ème, devançant les 8 médailles de sa compatriote Keetie van Oosten-Hage ainsi que celles la Française Jeannie Longo. Marianne Vos les a gagnées consécutivement entre 2006 et 2013, puis en 2021, et ce sans jamais monter sur la troisième marche du podium.

## Podiums des championnats du monde sur route
| Édition | Lieu                         | Or                       | Argent                 | Bronze                 |
| ------- | ---------------------------- | ------------------------ | ---------------------- | ---------------------- |
| 1958    | Reims, France                | Elsy Jacobs              | Tamara Novikova        | Maria Loukchina        |
| 1959    | Liège, Belgique              | Yvonne Reynders          | Aino Puronen           | Vera Gorbatcheva       |
| 1960    | Sachsenring, Allemagne       | Beryl Burton             | Rosa Sels              | Elisabeth Kleinhans    |
| 1961    | Berne, Suisse                | Yvonne Reynders (2)      | Beryl Burton           | Elsy Jacobs            |
| 1962    | Salo, Italie                 | Marie-Rose Gaillard      | Yvonne Reynders        | Marie-Thérèse Naessens |
| 1963    | Renaix, Belgique             | Yvonne Reynders (3)      | Rosa Sels              | Aino Puronen           |
| 1964    | Sallanches, France           | Emīlija Sonka            | Galina Yudina          | Rosa Sels              |
| 1965    | Lasarte, Espagne             | Elisabeth Eicholz        | Yvonne Reynders        | Aino Puronen           |
| 1966    | Nürburgring, Allemagne       | Yvonne Reynders (4)      | Keetie van Oosten-Hage | Aino Puronen           |
| 1967    | Heerlen, Pays-Bas            | Beryl Burton (2)         | Lubov Zadoroznaya      | Anna Konkina           |
| 1968    | Imola, Italie                | Keetie van Oosten-Hage   | Bajba Tsaune           | Morena Tartagni        |
| 1969    | Brno, Tchécoslovaquie        | Audrey McElmury          | Bernadette Swinnerton  | Nina Trofimova         |
| 1970    | Leicester, Royaume-Uni       | Anna Konkina             | Morena Tartagni        | Raisa Obodovskaja      |
| 1971    | Mendrisio, Suisse            | Anna Konkina (2)         | Morena Tartagni        | Keetie van Oosten-Hage |
| 1972    | Gap, France                  | Geneviève Gambillon      | Lubov Zadoroznaya      | Anna Konkina           |
| 1973    | Montjuich, Espagne           | Nicole Vandenbroeck      | Keetie van Oosten-Hage | Valentina Rebrovskaja  |
| 1974    | Montréal, Canada             | Geneviève Gambillon (2)  | Bajba Tsaune           | Keetie van Oosten-Hage |
| 1975    | Yvoir, Belgique              | Tineke Fopma             | Geneviève Gambillon    | Keetie van Oosten-Hage |
| 1976    | Ostuni, Italie               | Keetie van Oosten-Hage   | Luigina Bissoli        | Yvonne Reynders        |
| 1977    | San Cristóbal, Venezuela     | Josiane Bost             | Connie Carpenter       | Minnie Brinkhof        |
| 1978    | Nürburgring, Allemagne       | Beate Habetz             | Keetie van Oosten-Hage | Emanuella Lorenzon     |
| 1979    | Fauquemont, Pays-Bas         | Petra de Bruin           | Jenny De Smet          | Beate Habetz           |
| 1980    | Sallanches, France           | Beth Heiden              | Tuulikki Jahre         | Mandy Jones            |
| 1981    | Prague, Tchécoslovaquie      | Ute Enzenauer            | Jeannie Longo          | Connie Carpenter       |
| 1982    | Goodwood, Royaume-Uni        | Mandy Jones              | Maria Canins           | Gerda Sierens          |
| 1983    | Altenrhein, Suisse           | Marianne Berglund        | Rebecca Twigg          | Maria Canins           |
| 1984    | Jeux olympiques              | Jeux olympiques          | Jeux olympiques        | Jeux olympiques        |
| 1985    | Giavera del Montello, Italie | Jeannie Longo            | Maria Canins           | Sandra Schumacher      |
| 1986    | Colorado Springs, États-Unis | Jeannie Longo (2)        | Janelle Parks          | Alla Jakovleva         |
| 1987    | Villach, Autriche            | Jeannie Longo (3)        | Heleen Hage            | Connie Meijer          |
| 1988    | Jeux olympiques              | Jeux olympiques          | Jeux olympiques        | Jeux olympiques        |
| 1989    | Chambéry, France             | Jeannie Longo (4)        | Catherine Marsal       | Maria Canins           |
| 1990    | Utsunomiya, Japon            | Catherine Marsal         | Ruthie Matthes         | Luisa Seghezzi         |
| 1991    | Stuttgart, Allemagne         | Leontien van Moorsel     | Inga Thompson          | Alison Sydor           |
| 1992    | Jeux olympiques              | Jeux olympiques          | Jeux olympiques        | Jeux olympiques        |
| 1993    | Oslo, Norvège                | Leontien van Moorsel (2) | Jeannie Longo          | Laura Charameda        |
| 1994    | Agrigente, Italie            | Monica Valvik            | Patsy Maegerman        | Jeanne Golay           |
| 1995    | Duitama, Colombie            | Jeannie Longo (5)        | Catherine Marsal       | Edita Pučinskaitė      |
| 1996    | Lugano, Suisse               | Barbara Heeb             | Rasa Polikevičiūtė     | Linda Jackson          |
| 1997    | Saint-Sébastien, Espagne     | Alessandra Cappellotto   | Elizabeth Tadich       | Catherine Marsal       |
| 1998    | Fauquemont, Pays-Bas         | Diana Žiliūtė            | Leontien van Moorsel   | Hanka Kupfernagel      |
| 1999    | Vérone, Italie               | Edita Pučinskaitė        | Anna Wilson            | Diana Žiliūtė          |
| 2000    | Plouay, France               | Zinaida Stahurskaia      | Chantal Beltman        | Madeleine Lindberg     |
| 2001    | Lisbonne, Portugal           | Rasa Polikevičiūtė       | Edita Pučinskaitė      | Jeannie Longo          |
| 2002    | Zolder, Belgique             | Susanne Ljungskog        | Nicole Brändli         | Joane Somarriba        |
| 2003    | Hamilton, Canada             | Susanne Ljungskog (2)    | Mirjam Melchers        | Nicole Cooke           |
| 2004    | Vérone, Italie               | Judith Arndt             | Tatiana Guderzo        | Anita Valen            |
| 2005    | Madrid, Espagne              | Regina Schleicher        | Nicole Cooke           | Oenone Wood            |
| 2006    | Salzbourg, Autriche          | Marianne Vos             | Trixi Worrack          | Nicole Cooke           |
| 2007    | Stuttgart, Allemagne         | Marta Bastianelli        | Marianne Vos           | Giorgia Bronzini       |
| 2008    | Varèse, Italie               | Nicole Cooke             | Marianne Vos           | Judith Arndt           |
| 2009    | Mendrisio, Suisse            | Tatiana Guderzo          | Marianne Vos           | Noemi Cantele          |
| 2010    | Geelong, Australie           | Giorgia Bronzini         | Marianne Vos           | Emma Johansson         |
| 2011    | Copenhague, Danemark         | Giorgia Bronzini (2)     | Marianne Vos           | Ina-Yoko Teutenberg    |
| 2012    | Valkenburg, Pays-Bas         | Marianne Vos (2)         | Rachel Neylan          | Elisa Longo Borghini   |
| 2013    | Florence, Italie             | Marianne Vos (3)         | Emma Johansson         | Rossella Ratto         |
| 2014    | Ponferrada, Espagne          | Pauline Ferrand-Prévot   | Lisa Brennauer         | Emma Johansson         |
| 2015    | Richmond, États-Unis         | Elizabeth Armitstead     | Anna van der Breggen   | Megan Guarnier         |
| 2016    | Doha, Qatar                  | Amalie Dideriksen        | Kirsten Wild           | Lotta Lepistö          |
| 2017    | Bergen, Norvège              | Chantal Blaak            | Katrin Garfoot         | Amalie Dideriksen      |
| 2018    | Innsbrück, Autriche          | Anna van der Breggen     | Amanda Spratt          | Tatiana Guderzo        |
| 2019    | Harrogate, Royaume-Uni       | Annemiek van Vleuten     | Anna van der Breggen   | Amanda Spratt          |
| 2020    | Imola, Italie                | Anna van der Breggen (2) | Annemiek van Vleuten   | Elisa Longo Borghini   |
| 2021    | Flandre, Belgique            | Elisa Balsamo            | Marianne Vos           | Katarzyna Niewiadoma   |
| 2022    | Wollongong, Australie        | Annemiek van Vleuten (2) | Lotte Kopecky          | Silvia Persico         |
| 2023    | Glasgow, Écosse              | Lotte Kopecky            | Demi Vollering         | Cecilie Uttrup Ludwig  |
| 2024    | Zurich, Suisse               | Lotte Kopecky (2)        | Chloé Dygert           | Elisa Longo Borghini   |

## Tableau des médailles
| Rang  | Nation             | Or | Argent | Bronze | Total |
| ----- | ------------------ | -- | ------ | ------ | ----- |
| 1     | Pays-Bas           | 14 | 18     | 5      | 37    |
| 2     | France             | 10 | 5      | 2      | 17    |
| 3     | Belgique           | 8  | 7      | 4      | 19    |
| 4     | Italie             | 6  | 6      | 13     | 25    |
| 5     | Grande-Bretagne    | 5  | 3      | 3      | 11    |
| 6     | Allemagne          | 4  | 2      | 5      | 11    |
| 7     | Union soviétique   | 3  | 7      | 11     | 21    |
| 8     | Suède              | 3  | 2      | 3      | 8     |
| 9     | Lituanie           | 3  | 2      | 2      | 7     |
| 10    | États-Unis         | 2  | 6      | 4      | 12    |
| 11    | Suisse             | 1  | 1      | 0      | 2     |
| 12    | Danemark           | 1  | 0      | 2      | 3     |
| 13    | Allemagne de l'Est | 1  | 0      | 1      | 2     |
| -     | Luxembourg         | 1  | 0      | 1      | 2     |
| -     | Norvège            | 1  | 0      | 1      | 2     |
| 16    | Biélorussie        | 1  | 0      | 0      | 1     |
| 17    | Australie          | 0  | 5      | 2      | 7     |
| 18    | Canada             | 0  | 0      | 2      | 2     |
| 19    | Espagne            | 0  | 0      | 1      | 1     |
| -     | Finlande           | 0  | 0      | 1      | 1     |
| -     | Pologne            | 0  | 0      | 1      | 1     |
| Total | Total              | 64 | 64     | 64     | 192   |

| Rang | Nation                 | Or | Argent | Bronze | Total |
| ---- | ---------------------- | -- | ------ | ------ | ----- |
| 1    | Jeannie Longo          | 5  | 2      | 1      | 8     |
| 2    | Yvonne Reynders        | 4  | 2      | 1      | 7     |
| 3    | Marianne Vos           | 3  | 6      | 0      | 9     |
| 4    | Keetie van Oosten-Hage | 2  | 3      | 3      | 8     |
| 5    | Anna van der Breggen   | 2  | 2      | 0      | 4     |
| 6    | Beryl Burton           | 2  | 1      | 0      | 3     |
| 6    | Geneviève Gambillon    | 2  | 1      | 0      | 3     |
| 6    | Leontien van Moorsel   | 2  | 1      | 0      | 3     |
| 6    | Annemiek van Vleuten   | 2  | 1      | 0      | 3     |
| 6    | Lotte Kopecky          | 2  | 1      | 0      | 3     |
| 11   | Anna Konkina           | 2  | 0      | 2      | 4     |
| 12   | Giorgia Bronzini       | 2  | 0      | 1      | 3     |
| 13   | Susanne Ljungskog      | 2  | 0      | 0      | 2     |
| 14   | Catherine Marsal       | 1  | 2      | 1      | 4     |
| 15   | Nicole Cooke           | 1  | 1      | 2      | 4     |
| 16   | Edita Pučinskaitė      | 1  | 1      | 1      | 3     |
| 16   | Tatiana Guderzo        | 1  | 1      | 1      | 3     |
| 18   | Rasa Polikevičiūtė     | 1  | 1      | 0      | 2     |

## Statistiques
| Titres | Coureuses              | Années                       | Titres consécutifs |
| ------ | ---------------------- | ---------------------------- | ------------------ |
| 5      | Jeannie Longo          | 1985, 1986, 1987, 1989, 1995 | 4                  |
| 4      | Yvonne Reynders        | 1959, 1961, 1963, 1966       |                    |
| 3      | Marianne Vos           | 2006, 2012, 2013             | 2                  |
| 2      | Anna Konkina           | 1970, 1971                   | 2                  |
| 2      | Leontien van Moorsel   | 1991, 1993                   | 2                  |
| 2      | Susanne Ljungskog      | 2002, 2003                   | 2                  |
| 2      | Giorgia Bronzini       | 2010, 2011                   | 2                  |
| 2      | Lotte Kopecky          | 2023, 2024                   | 2                  |
| 2      | Beryl Burton           | 1960, 1967                   |                    |
| 2      | Keetie van Oosten-Hage | 1968, 1976                   |                    |
| 2      | Geneviève Gambillon    | 1972, 1974                   |                    |
| 2      | Anna van der Breggen   | 2018, 2020                   |                    |
| 2      | Annemiek van Vleuten   | 2019, 2022                   |                    |

| Coureuses                         | Date de naissance                 | Date du titre                     | Âge                               |
| Championnes du monde avant 20 ans | Championnes du monde avant 20 ans | Championnes du monde avant 20 ans | Championnes du monde avant 20 ans |
| --------------------------------- | --------------------------------- | --------------------------------- | --------------------------------- |
| Ute Enzenauer                     | 1er septembre 1964                | 29 août 1981                      | 16 ans 11 mois et 29 jours        |
| Petra de Bruin                    | 22 février 1962                   | 25 août 1979                      | 17 ans 6 mois et 3 jours          |
| Beate Habetz                      | 16 janvier 1961                   | 26 août 1978                      | 17 ans 7 mois et 10 jours         |
| Marie-Rose Gaillard               | 19 avril 1944                     | 1er septembre 1962                | 18 ans 4 mois et 11 jours         |
| Keetie van Oosten-Hage            | 21 août 1949                      | 31 août 1968                      | 19 ans et 9 jours                 |
| Marianne Vos                      | 13 mai 1987                       | 23 septembre 2006                 | 19 ans 4 mois et 10 jours         |
| Catherine Marsal                  | 20 janvier 1971                   | 1er septembre 1990                | 19 ans 7 mois et 11 jours         |
| Championnes du monde après 30 ans |                                   |                                   |                                   |
| Beryl Burton                      | 12 mai 1937                       | 2 septembre 1967                  | 30 ans 3 mois et 22 jours         |
| Rasa Polikevičiūtė                | 25 septembre 1970                 | 13 octobre 2001                   | 31 ans et 18 jours                |
| Regina Schleicher                 | 21 mars 1974                      | 24 septembre 2005                 | 31 ans 6 mois et 3 jours          |
| Jeannie Longo                     | 31 octobre 1958                   | 7 octobre 1995                    | 36 ans 11 mois et 7 jours         |
| Annemiek van Vleuten              | 8 octobre 1982                    | 28 septembre 2019                 | 36 ans 11 mois et 20 jours        |
| Annemiek van Vleuten              | 8 octobre 1982                    | 24 septembre 2022                 | 39 ans 11 mois et 16 jours        |

| Coureuses              | Podiums consécutifs | Années                                                                                    |
| ---------------------- | ------------------- | ----------------------------------------------------------------------------------------- |
| Marianne Vos           | 8                   | 2006 (1re), 2007 (2e), 2008 (2e), 2009 (2e), 2010 (2e), 2011 (2e), 2012 (1re), 2013 (1re) |
| Jeannie Longo          | 4                   | 1985 (1re), 1986 (1re), 1987 (1re), 1989 (1re)                                            |
| Keetie van Oosten-Hage | 4                   | 1973 (2e), 1974 (3e), 1975 (3e), 1976 (1re)                                               |
| Yvonne Reynders        | 3                   | 1961 (1re), 1962 (2e), 1963 (1re)                                                         |
| Anna van der Breggen   | 3                   | 2018 (1re), 2019 (2e), 2020 (1re)                                                         |
| Lotte Kopecky          | 3                   | 2022 (2e), 2023 (1re), 2024 (1re)                                                         |
| Anna Konkina           | 3                   | 1970 (1re), 1971 (1re), 1972 (3e)                                                         |
| Maria Canins           | 3                   | 1982 (2e), 1983 (3e), 1985 (2e)                                                           |